# TV Scoreboard
Das TV Scoreboard (auch RadioShack TV Scoreboard genannt) ist eine Pong-ähnliche stationäre Spielkonsole der ersten Konsolengeneration, die von 1976 bis Anfang der 1980er-Jahre von Tandy hergestellt und in Hongkong fabriziert wurde. Der Vertrieb wurde ausschließlich von RadioShack abgewickelt. Das TV Scoreboard bestand aus einem Gamecontroller mit Drehreglern bzw. Paddles. Angeheftet war ein zweites Handstück mit eigenem Paddle, welches sich lösen ließ und mit einem Kabel verbunden war. Das System verfügte über mehrere fest installierte Spiele aus der Pong-Ära.
Zu einer Variante gehörte auch eine Revolver-ähnliche Lightgun, die für ein Tontaubenschießspiel verwendet wurde. Durch die Verwendung zusätzlicher kosmetischer Zubehörteile an der Lightgun konnte der Benutzer das Erscheinungsbild der Revolver zu dem eines Gewehrs ändern. Dank des AY-3-8500-Pong-Videospiel-Schaltkreises konnten unter anderen die Spiele Tennis, Squash, Hockey und Training gespielt werden. Spiele und Spielmodi, einschließlich Schwierigkeitsgrad und Serving-Einstellungen, können mit Schaltern angepasst werden. Es wurde entweder mit einem Netzteil oder sechs 1,5-V-AA-Batterien betrieben.
In den Jahren 1979 und 1980 stand neben der teureren Version (Artikelnummer 60-3061) auch noch eine günstigere Variante (60-3060) zur Auswahl. Während erstere neben sechs zur Auswahl stehenden Spielen den Lightgun-Controller beinhaltete, wurde die für weniger Geld zu habenden Version mit vier Spielen und ohne besagtem Controller ausgeliefert. Ab 1981 wurde der Verkauf des Zweiten eingestellt, nur mehr das hochpreisigere System war erhältlich.
In Deutschland wurde eine baugleiche Konsole aus dem Hause Universum mit dem Namen Multispiel vermarktet.

## Spiele
Die folgenden sechs Spiele konnten mit dem System (60-3061) gespielt werden:
- Hockey
- Tennis
- Squash
- Practice (nur im Einzelspieler-Modus)
- Target
- Skeet

Da die günstigere Variante (60-3060) keine Lightgun enthielt, waren jene Spiele, welche auf einem solchen Controller basierten, nicht installiert. Dies traf auf Target und Skeet zu.